# Вибивачка для килима

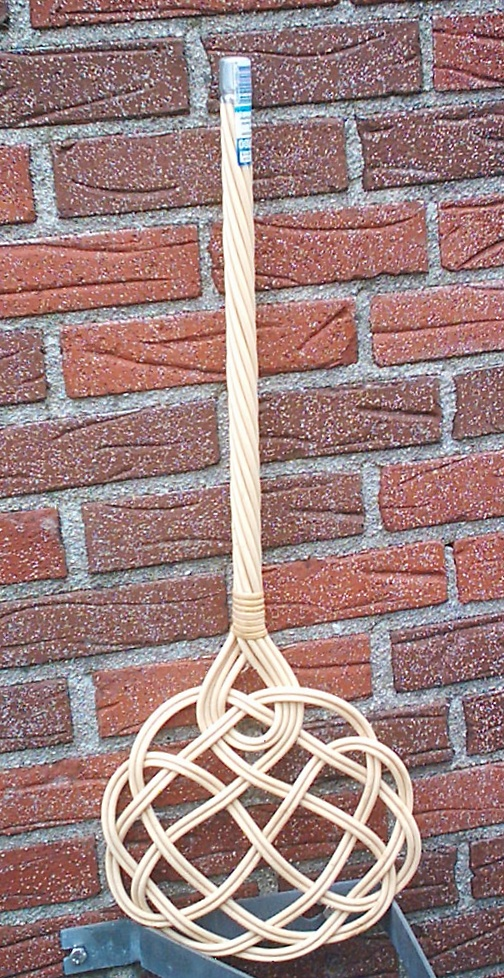
Вибивачка для килима.

Вибивачка для килима — інструмент, засіб для прибирання, який був у загальному користуванні, поки пилосос не став доступним на початку 20 століття. Килими, килимки, одяг, подушки, постільні речі тощо зазвичай висіли на мотузках чи поручні, пил і бруд вибивалися з них за допомогою ударів різної потужності. Як правило, вони зроблені з дерева, ротанги, очерету, верби, пружинної сталі чи дротяних спіралей, антикварні вибивачки іноді колекціонують. Сучасні версії вибивачок масового виробництва часто зроблені з пластику або проводу.

## Використання
Килими, одяг, подушки або постільну білизну вішали на білизняну мотузку або спеціальний вішак, і вибивали пил і бруд. Деякі люди віддавали перевагу вибиванню килимів взимку на снігові — клали килим ворсистою стороною вниз і били його. Цей метод мав деякі переваги — наприклад, комахи замерзали навіть у тому випадку, якщо вони не були механічно вибиті, але він залишав брудний і неприємний вигляд на снігу, і тому деякі громади забороняли вибивання на снігу з естетичних причин. Ще один спосіб — розкидати трохи снігу по килиму. Таким чином, пил від вибивання не піднімався у повітря. [джерело?]
ЇЇ використання як засобу чистки з 1950-х років було значною мірою замінено килимочистом, а згодом пилососом, хоча і досі вибивачки продаються у багатьох господарських магазинах по всій Європі.
Вибивачку також можна використовувати для вибивання пилу з диванів, футонів тощо. При цьому меблі накривають мокрою ганчіркою, яка збирає пил. [джерело?]

## Культура
У першому романі Яна Флемінга про Джеймса Бонда, Казино Рояль (1953), Джеймс Бонд мучить головного лиходія Ле Шифра вибивачкою.